# 德里克·亚尔登
德里克·亚尔登（1940年11月4日—2013年2月5日）是一位英国鸟类学家，毕业于伦敦大学学院和倫敦大學皇家霍洛威學院，后成为曼彻斯特大学教授，2010年获倫敦林奈學會颁发的林奈奖章，主要作品有《英国鸟类史》（The History of British Birds，与翁贝托·阿尔巴雷拉合著）等。